# ジグ (競走馬)
ジグ (Jigg) は、18世紀初頭に活躍したイギリスの競走馬、種牡馬である。

## 経歴
バイアリーターク (Byerley Turk) の産駒で、その系統を継承した馬である。ヘロド (Herod) の父であるターター (Tartar) の父パートナー (Partner) の父にあたる。18世紀初頭という時代に加え、競走馬として下級（出走歴があるかどうかも定かでない）、種牡馬としても1718年に生まれたパートナーが活躍するまでは凡庸だったため、記録が少なく成績などはほとんど分からない。1731年までに30数頭の産駒を送り出したという。そのほかの産駒にロビンソンクルーソー (Robinson Crusoe) 、ショック (Shock) 、ミスジグ（Miss Jigg、9号族）など。近親にバートレットチルダーズ (Bartlet's Childers) やケード (Cade) などがいる。

## 血統表
| ジグの血統（バイアリーターク系 / Old Peg 2×3=37.5％（母内）） | ジグの血統（バイアリーターク系 / Old Peg 2×3=37.5％（母内）） | ジグの血統（バイアリーターク系 / Old Peg 2×3=37.5％（母内）） | （血統表の出典）     | （血統表の出典）     |
| 父 Byerley Turk 1680年 黒鹿毛                                 | 父の父不明                                                    | 不明                                                          | 不明                 | 不明                 |
| 父 Byerley Turk 1680年 黒鹿毛                                 | 父の父不明                                                    | 不明                                                          | 不明                 |                      |
| 父 Byerley Turk 1680年 黒鹿毛                                 | 父の父不明                                                    | 不明                                                          | 不明                 | 不明                 |
| 父 Byerley Turk 1680年 黒鹿毛                                 | 父の父不明                                                    | 不明                                                          | 不明                 |                      |
| 父 Byerley Turk 1680年 黒鹿毛                                 | 父の母不明                                                    | 不明                                                          | 不明                 | 不明                 |
| 父 Byerley Turk 1680年 黒鹿毛                                 | 父の母不明                                                    | 不明                                                          | 不明                 |                      |
| 父 Byerley Turk 1680年 黒鹿毛                                 | 父の母不明                                                    | 不明                                                          | 不明                 | 不明                 |
| 父 Byerley Turk 1680年 黒鹿毛                                 | 父の母不明                                                    | 不明                                                          | 不明                 |                      |
| 母 Spanker Mare 1690年 芦毛                                   | 母の父Spanker 鹿毛                                            | Darcys Yellow Turk                                            | 不明                 | 不明                 |
| 母 Spanker Mare 1690年 芦毛                                   | 母の父Spanker 鹿毛                                            | Darcys Yellow Turk                                            | Sedbury Mare         |                      |
| 母 Spanker Mare 1690年 芦毛                                   | 母の父Spanker 鹿毛                                            | Old Peg 芦毛                                                  | Fairfax Morocco Barb | Fairfax Morocco Barb |
| 母 Spanker Mare 1690年 芦毛                                   | 母の父Spanker 鹿毛                                            | Old Peg 芦毛                                                  | Old Bald Peg         |                      |
| 母 Spanker Mare 1690年 芦毛                                   | 母の母Old Peg (Old Morocco Mare) 芦毛                         | Fairfax Morocco Barb 芦毛                                     | 不明                 | 不明                 |
| 母 Spanker Mare 1690年 芦毛                                   | 母の母Old Peg (Old Morocco Mare) 芦毛                         | Fairfax Morocco Barb 芦毛                                     | 不明                 |                      |
| 母 Spanker Mare 1690年 芦毛                                   | 母の母Old Peg (Old Morocco Mare) 芦毛                         | Old Bald Peg 栗毛                                             | Arabian              | Arabian              |
| 母 Spanker Mare 1690年 芦毛                                   | 母の母Old Peg (Old Morocco Mare) 芦毛                         | Old Bald Peg 栗毛                                             | Barb Mare F-No.6     |                      |